# Médaille Vladimir-Vernadski (Russie)
Ne doit pas être confondu avec la médaille Vladimir-Vernadski remise par l'Académie des sciences d'Ukraine et la médaille Vladimir-Vernadski remise par l'Union européenne des géosciences
La médaille Vladimir-Vernadski ou médaille d'or Vernadski est une médaille décernée depuis 1965 par l'Académie des sciences de l'URSS et l'Académie des sciences de Russie. Elle est décernée par le Département de géologie, géophysique, géochimie et sciences minières (avec le Département d'océanologie, de physique atmosphérique et de géographie, division de biologie générale) de l'Académie des sciences de Russie pour un travail scientifique exceptionnel dans le domaine des sciences de la Terre.

## Historique
Le prix est nommé d'après l'académicien russe et soviétique Vladimir Vernadski et fut établi en 1963 l'année du centenaire de sa naissance. La remise du premier prix a eu lieu en 1965 pour récompenser le "meilleur travail dans le domaine de la géochimie, la biogéochimie et la cosmochimie".

## Récipiendaires
- 1965 - Alexander Pavlovich Vinogradov - pour son travail exceptionnel en géochimie, biogéochimie et chimie de l'espace, il a joué un rôle déterminant dans le développement des enseignements de Vernadski et a jeté les nouvelles orientations dans ces domaines de la connaissance.
- 1968 - Vladimir Baranov - pour l'ensemble de ses travaux dans les domaines de la biogéochimie, la géochimie et la chimie de l'espace
- 1972 - Dmitry Korzhinskii - pour l'ensemble de ses travaux dans le domaine de la géochimie
- 1975 - Vladimir Shcherbina - pour l'ensemble de ses travaux dans le domaine de la géochimie des éléments individuels
- 1978 - Nikolai Khitarov - pour la série de documents sur la géochimie des processus endogènes
- 1981 - Alexander Sidorenko - pour ses travaux sur la géochimie et biogéochimie
- 1984 - Alexander Ronov - pour une série de travaux sur le problème "Structure, composition et développement de la couverture sédimentaire de la Terre"
- 1987 - Valery Barsukov - pour une série de travaux sur la question de "planétologie comparée et géochimie de la matière extra-terrestre"
- 1990 - Lev Towson - pour la recherche fondamentale dans le domaine de la géochimie des processus endogènes; développement des bases théoriques de méthodes géochimiques de recherches; de même que ses travaux sur la théorie des systèmes minéralogiques ainsi que la création de l'école géochimique sibérienne (à titre posthume)
- 1993 - Yuri Shukolyukov - pour la série d'œuvres "géochimie isotopique, géochronologie et chimie espace"
- 1998 - Vsevolod Dobrovolsky - pour une série de travaux dans le domaine de la biogéochimie des métaux lourds et d'autres éléments chimiques dispersés
- 2003 - Nikolai Laverov - pour la série d'œuvres "bases scientifiques en radiogéologie"
- 2008 - Fidan Yanshina - pour une série d'ouvrages consacrés à l'étude et l'interprétation des œuvres naturelles philosophiques de Vladimir Vernadski
- 2013 - Samvel  Grigoryan - pour son travail dans le domaine des sciences de la Terre
- 2018 - Erik  Galimov - pour ses travaux qui ont apporté une contribution exceptionnelle au développement de la géochimie moderne et aux enseignements de Vernadski sur la biosphère.